# Lissamphibia
Lissamphibia Haeckel, 1866 (sottogruppo dei Temnospondyli) è una sottoclasse della classe Amphibia, che include tutte le specie anfibie viventi.
Mentre la derivazione da un unico progenitore dei Lissamphibia è comunemente accettata, l'origine e le relazioni tra i vari gruppi di Lissamphibia e gli altri tetrapodi rimangono controverse. Non tutti i paleontologi sono convinti che i Lissamphibia siano in effetti un gruppo naturale, perché le varie caratteristiche sono differenti da quelle di alcuni anfibi del Paleozoico, ed è anche possibile che queste caratteristiche si siano evolute indipendentemente

## Tassonomia
Comprende tre ordini viventi: gli Anura (rane e rospi), i Caudata o Urodela (tritoni e salamandre), e i Gymnophiona o Apoda. Un quarto ordine, gli Allocaudata, occupò per un lungo periodo di tempo, circa 160 milioni di anni, la superficie terrestre dal Giurassico Medio sino al Piacenziano per poi estinguersi definitivamente 2,5 milioni di anni fa. Sebbene le origini di ciascun ordine siano controverse, tutti condividono plesiomorfie che indicano la loro origine evolutiva comune. Alla sottoclasse appartengono 8843 specie:
- Ordine: Anura Fischer von Waldheim, 1813 (7790 sp.)
  - Famiglia: Allophrynidae Savage, 1973 (3 sp.)
  - Famiglia: Alsodidae Mivart, 1869 (30 sp.)
  - Famiglia: Alytidae Fitzinger, 1843 (12 sp.)
  - Famiglia: Aromobatidae Grant, Frost, Caldwell, Gagliardo, Haddad, Kok, Means, Noonan, Schargel, and Wheeler, 2006 (137 sp.)
  - Famiglia: Arthroleptidae Mivart, 1869 (153 sp.)
  - Famiglia: Ascaphidae Fejérváry, 1923 (2 sp.)
  - Famiglia: Batrachylidae Gallardo, 1965 (12 sp.)
  - Famiglia: Bombinatoridae Gray, 1825 (9 sp.)
  - Famiglia: Brachycephalidae Günther, 1858 (81 sp.)
  - Famiglia: Brevicipitidae Bonaparte, 1850 (37 sp.)
  - Famiglia: Bufonidae Gray, 1825 (658 sp.)
  - Famiglia: Caligophrynidae Fouquet, Kok, Recoder, Prates, Camacho, Marques-Souza, Ghellere, McDiarmid, and Rodrigues, 2023 (1 sp)
  - Famiglia: Calyptocephalellidae Reig, 1960 (5 sp.)
  - Famiglia: Centrolenidae Taylor, 1951 (166 sp.)
  - Famiglia: Ceratobatrachidae Boulenger, 1884 (104 sp.)
  - Famiglia: Ceratophryidae Tschudi, 1838 (12 sp.)
  - Famiglia: Ceuthomantidae Heinicke, Duellman, Trueb, Means, MacCulloch, and Hedges, 2009 (4 sp.)
  - Famiglia: Conrauidae Dubois, 1992 (8 sp.)
  - Famiglia: Craugastoridae Hedges, Duellman, and Heinicke, 2008 (124 sp.)
  - Famiglia: Cycloramphidae Bonaparte, 1850 (37 sp.)
  - Famiglia: Dendrobatidae Cope, 1865 (207 sp.)
  - Famiglia: Dicroglossidae Anderson, 1871 (234 sp.)
  - Famiglia: Eleutherodactylidae Lutz, 1954 (242 sp.)
  - Famiglia: Ericabatrachidae Dubois, Ohler, and Pyron, 2021 (1 sp.)
  - Famiglia: Heleophrynidae Noble, 1931 (7 sp.)
  - Famiglia: Hemiphractidae Peters, 1862 (123 sp.)
  - Famiglia: Hemisotidae Cope, 1867 (9 sp.)
  - Famiglia: Hylidae Rafinesque, 1815 (1062 sp.)
  - Famiglia: Hylodidae Günther, 1858 (48 sp.)
  - Famiglia: Hyperoliidae Laurent, 1943 (228 sp.)
  - Famiglia: Leiopelmatidae Mivart, 1869 (3 sp.)
  - Famiglia: Leptodactylidae Werner, 1896 (1838) (238 sp.)
  - Famiglia: Limnodynastidae Lynch, 1969 (46 sp.)
  - Famiglia: Mantellidae Laurent, 1946 (285 sp.)
  - Famiglia: Megophryidae Bonaparte, 1850 (340 sp.)
  - Famiglia: Micrixalidae Dubois, Ohler, and Biju, 2001 (24 sp.)
  - Famiglia: Microhylidae Günther, 1858 (1843) (762 sp.)
  - Famiglia: Myobatrachidae Schlegel, 1850 (92 sp.)
  - Famiglia: Nasikabatrachidae Biju and Bossuyt, 2003 (2 sp.)
  - Famiglia: Neblinaphrynidae Fouquet, Kok, Recoder, Prates, Camacho, Marques-Souza, Ghellere, McDiarmid, and Rodrigues, 2023 (2 sp.)
  - Famiglia: Nyctibatrachidae Blommers-Schlösser, 1993 (37 sp.)
  - Famiglia: Odontobatrachidae Barej, Schmitz, Günther, Loader, Mahlow, and Rödel, 2014 (5 sp.)
  - Famiglia: Odontophrynidae Lynch, 1969 (55 sp.)
  - Famiglia: Pelobatidae Bonaparte, 1850 (6 sp.)
  - Famiglia: Pelodytidae Bonaparte, 1850 (4 sp.)
  - Famiglia: Petropedetidae Noble, 1931 (12 sp.)
  - Famiglia: Phrynobatrachidae Laurent, 1941 (96 sp.)
  - Famiglia: Pipidae Gray, 1825 (41 sp.)
  - Famiglia: Ptychadenidae Dubois, 1987 (63 sp.)
  - Famiglia: Pyxicephalidae Bonaparte, 1850 (86 sp.)
  - Famiglia: Ranidae Rafinesque, 1814 (457 sp.)
  - Famiglia: Ranixalidae Dubois, 1987 (18 sp.)
  - Famiglia: Rhacophoridae Hoffman, 1932 (1858) (462 sp.)
  - Famiglia: Rhinodermatidae Bonaparte, 1850 (3 sp.)
  - Famiglia: Rhinophrynidae Günther, 1859 (1 sp.)
  - Famiglia: Scaphiopodidae Cope, 1865 (7 sp.)
  - Famiglia: Sooglossidae Noble, 1931 (4 sp.)
  - Famiglia: Strabomantidae Hedges, Duellman, and Heinecke, 2008 (819 sp.)
  - Famiglia: Telmatobiidae Fitzinger, 1843 (60 sp.)

- Ordine: Caudata Fischer von Waldheim, 1813 (828 sp.)
  - Famiglia: Ambystomatidae Gray, 1850 (30 sp.)
  - Famiglia: Amphiumidae Gray, 1825 (3 sp.)
  - Famiglia: Cryptobranchidae Fitzinger, 1826 (6 sp.)
  - Famiglia: Hynobiidae Cope, 1859 (1856) (100 sp.)
  - Famiglia: Plethodontidae Gray, 1850 (522 sp.)
  - Famiglia: Proteidae Gray, 1825 (9 sp.)
  - Famiglia: Rhyacotritonidae Tihen, 1958 (4 sp.)
  - Famiglia: Salamandridae Goldfuss, 1820 (147 sp.)
  - Famiglia: Sirenidae Gray, 1825 (7 sp.)

- Ordine: Gymnophiona Müller, 1832  (225 sp.)
  - Famiglia: Caeciliidae Rafinesque, 1814 (51 sp.)
  - Famiglia: Chikilidae Kamei, San Mauro, Gower, Van Bocxlaer, Sherratt, Thomas, Babu, Bossuyt, Wilkinson, and Biju, 2012 (4 sp.)
  - Famiglia: Dermophiidae Taylor, 1969 (15 sp.)
  - Famiglia: Grandisoniidae Lescure, Renous, and Gasc, 1986 (24 sp.)
  - Famiglia: Herpelidae Laurent, 1984 (11 sp.)
  - Famiglia: Ichthyophiidae Taylor, 1968 (58 sp.)
  - Famiglia: Rhinatrematidae Nussbaum, 1977 (14 sp.)
  - Famiglia: Scolecomorphidae Taylor, 1969 (6 sp.)
  - Famiglia: Siphonopidae Bonaparte, 1850 (28 sp.)
  - Famiglia: Typhlonectidae Taylor, 1968 (14 sp.)